# Efecto LIESST
En magnetoquímica, LIESST (Light-Induced Excited Spin-State Trapping) (Captura de estados de espín excitados inducidos por luz) es un método para cambiar el estado de espín electrónico de un compuesto mediante irradiación con luz.
Muchos compuestos de metales de transición con configuración electrónica d4-d7 pueden experimentar equilibrio de espín o transición de espín, el paso entre una configuración de bajo y alto espín de energías similares (también los d8 cuando la simetría molecular es inferior a Oh). Este proceso se puede inducir por una transición óptica, iluminando con la longitud de onda adecuada. Adicionalmente, esta transición puede inducirse por cambios de presión o temperatura. El metal con el que se conocen más casos de transición de espín es el hierro, para el que también se encontró el primer ejemplo, un complejo de tris(ditiocarbamato) de Fe(III), en 1931.
Para los complejos de hierro, el efecto LIESST suele implicar una excitación de un estado de bajo espín a un estado triplete, con luz verde. Dos pasos sucesivos de cruce intersistema resultan en el complejo de alto espín. El paso del complejo de alto espín de vuelta al de bajo espín requiere una excitación con luz roja.

## Otras longitudes de onda
Se han descrito efectos análogos mediante irradiación con fotones de energía mucho más alta. Se llama NIESST a la captura de estados de espín excitados inducida por la relajación de un estado nuclear excitado, por ejemplo por irradiación con rayos gamma en un experimento de espectroscopia Mössbauer. Se han descrito fenómenos similares tras la irradiación con rayos X blandos, SOXIESST, o duros, HAXXIEST (esto es, de energía relativamente baja o alta respectivamente).